# Stazione di Redentore (tranvia di Cagliari)
La stazione di Redentore è una fermata della linea 1 della rete tranviaria di Cagliari (Metrocagliari), nel comune di Monserrato.

## Storia

#### Impiego come fermata tranviaria (dal 2008)
Con l'apertura al traffico della tranvia, la nuova banchina venne costruita più avanti rispetto a quella storica (presente ancora oggi), e sempre sul tratto della ferrovia a scartamento ridotto Cagliari - Isili. 
Da inizio 2023 alla fine dell'estate del 2025, la stazione è stata chiusa assieme al tratto da Piazza Repubblica a Monserrato Gottardo per consentire i lavori per la realizzazione del doppio binario fino a Caracalla.

## Struttura dell'impianto
La fermata dispone solamente di una pensilina coperta dotata di tabellone elettronico e di una panchina. Inoltre la particolarità di questa fermata è che è l'unica stazione rimasta dell'intera linea 1 ad avere un solo binario in entrambe le direzioni (non è dunque presente il raddoppio): infatti fino all'estate 2025 questa caratteristica era condivisa con la fermata di Centro Commerciale.

## Interscambi
- Fermata autobus (a 100 metri dalla stazione)